# Naka, Yokohama

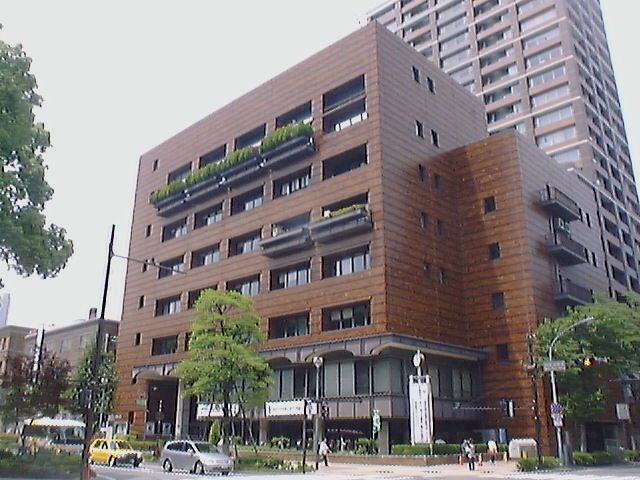
Naka Ward Office

Naka-ku (中区 (Trung khu)) là một khu thuộc thành phố Yokohama, tỉnh Kanagawa, Nhật Bản. Năm 2010, quận đã có dân số ước tính 146.563 người và mật độ 7.080 người trên mỗi km ². Tổng diện tích là 20,86 km ². Quận Naka nằm ở phía đông tỉnh Kanagawa, và phía đông của trung tâm địa lý của thành phố Yokohama. Tên của nó có nghĩa là "quận trung tâm." Khu vực phía bắc của quận bằng phẳng. Dọc theo bờ biển nằm khai hoang đất mà các cơ sở cảng, một phần của khu phức hợp Minato Mirai 21, và công viên Yamashita đang được xây dựng. Phía Nam cầu cảng, nhà máy lọc dầu dầu và cảng trung tâm của Yokohama. Sông Nakamura, một chi lưu của sông Ōoka, cắt ngang qua phần phía bắc của quận. Các điểm cực bắc và cực nam là núi non.